# توله‌دری

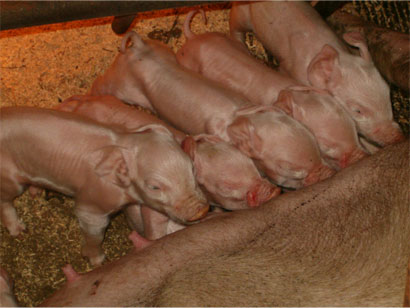
مراقبت صحیح از توله‌ها به دست ماده‌خوک جوان یا جاافتاده به شرایط بهداشتی و آسایش محیط وابستگی دارد.

توله‌دری یا توحش (به انگلیسی: savaging) اصطلاحی در حوزهٔ رفتارشناسی جانوران است که به رفتار تهاجمی مادر نسبت به فرزندان اشاره دارد. رفتار تهاجمی شامل خشن بودن، آسیب رساندن، گاز گرفتن، حمله کردن، له کردن، و کشتن (توله‌کشی مادرانه) فرزندان است. این رفتار در چندین گونه مشاهده شده، ولی عمدتاً در رابطه با خوک اهلی (Sus scrofa domesticus) مطالعه شده است. چون تعریف توحش گسترهٔ وسیعی از رفتارها را در بر می‌گیرد، پژوهش‌ها در باب رواج این دست رفتارها نیز از توحش اندک تا توحش نسبت به حداکثر بیستمین صدک متفاوت بوده است. توحش تهاجمی غیرکشنده در میان ماده‌خوک‌های جوان (آن‌هایی که باردار نشده یا یک بار باردار شده‌اند) رایج‌تر است چرا که به طور کلی توحش نسبت به توله‌ها در خوک‌های جوان نسبت به خوک‌های جاافتاده رواج بیشتری دارد. اگر ماده‌خوک (جوان یا جاافتاده) پیشتر سابقهٔ توحش نسبت به توله‌هایش را داشته باشد، با احتمال بیشتری توحش (دوباره) نشان خواهد داد. توحش معمولاً ظرف دو روز اول پس از زایمان رخ می‌دهد. میزان رواج توحش در سیکل‌های اول و دوم زایمان مشابه است. رفتارهای متوحشانه هم در حوزهٔ اقتصاد دامپروری و هم در حوزهٔ آسایش حیوانات، حائز اهمیت است و از همین رو مورد توجه صنعت پرورش خوک قرار دارد.